# Dacryodes camerunensis
Dacryodes camerunensis là một loài thực vật có hoa trong họ Burseraceae. Loài này được Onana mô tả khoa học đầu tiên năm 2007.